# Вулиця Наступальна (Львів)
Вулиця Наступальна — вулиця у Личаківському районі міста Львів, місцевість Великі Кривчиці. Пролягає віл вулиці Глинянський Тракт до вулиці Лодія.
Прилучається вулиця Генерала Кравса.

## Історія та забудова
Вулиця виникла у складі селища Кривчиці під назвою Бойова. У 1962 році, коли селище увійшло до складу Львова, вулиця отримала сучасну назву — Наступальна.
Забудована одноповерховими будинками 1930-х—1960-х років та садибами дачного типу другої половини XX століття.